# Lavik (Vestland)
Ne doit pas être confondu avec Lavik (Troms).
Lavik est une localité du comté de Vestland, en Norvège.

## Géographie
Administrativement, Lavik fait partie de la kommune de Høyanger.